# 吳觀玄
吳觀玄，江西吉安永丰县人，明朝政治人物、进士出身。
洪武二十一年，登进士二甲第三名，历任监察御史。